# Burren (řeka)
Řeka Burren (irsky An Bhoirinn, anglicky River Burren) je menší říčka na jihovýchodě Irska v Leinsteru.

## Popis
Řeka Burren protéká středem hrabství Carlow a je jeho třetí nejdelší řekou, nacházející se takřka uprostřed mezi řekami Barrow a Slaney.
Pramení v pohoří Blackstairs na severní straně hory Leinster, v townlandu Raheenleigh a Coolnasnaughta poblíž hranic hrabství Wexford. Poté teče na sever východně od vesnice Fenagh, protéká obcí Rathtoe, a necelé dva kilometry odtud se stáčí na západ, kde se do ní vlévá říčka Aghalona. Na jihu města Carlow se vlévo do řeky Barrow.  
Povodí říčky Burren je relativně rozsáhlé, délka jejího toku je dlouhá necelých 39 km (22 mil) a vlévá se do ní několik menších přítoků.
Řeka Burren je oblíbená mezi rybáři, a to především díky hojnému výskytu Pstruha obecného. Z dalších druhů ryb se zde vyskytují lososi, Koljuška tříostná, Koljuška devítiostná a Mřenka mramorovaná.